# Bruno Fernandes
Bruno Miguel Borges Fernandes (n. 8 septembrie 1994, Maia, Districtul Porto, Portugalia) este un fotbalist portughez, care joacă pe post de mijlocaș la Manchester United în Premier League. Pe plan internațional, are prezențe la națională pentru Portugalia U19⁠(d), Portugalia U20⁠(d), Portugalia U21⁠(d), Portugalia U23⁠(d) și Portugalia.
Născut în Maia, Porto, Fernandes și-a început cariera la echipa italiană din Serie B, Novara, dar în curând a trecut la Udinese din Serie A în 2013, urmat de Sampdoria trei ani mai târziu. După cinci ani în Italia, a semnat cu Sporting CP în 2017, unde a fost numit căpitan. A câștigat Taças da Liga în 2018 și 2019, precum și Taça de Portugalia, ceea ce l-a făcut să fie numit Jucătorul Anului din Primeira Liga în ambele sezoane. În 2018-19, a marcat un record de 33 de goluri în toate competițiile, făcându-l cel mai bun marcator portughez pe postul de mijlocaș și cel mai bun marcator pe postul de mijlocaș din Europa într-un singur sezon. Performanțele lui Fernandes au stârnit interesul mai multor cluburi din Premier League, Manchester United semnând cu el pentru o sumă inițială de 55 milioane de euro în ianuarie 2020, devenind a doua cea mai mare sumă plătită pentru un jucător portughez care părăsește liga internă.
Fernandes și-a făcut debutul cu naționala de seniori a Portugaliei în noiembrie 2017, după ce a fost anterior la nivelurile sub 19, sub 20 și sub 21. De asemenea, a reprezentat Portugalia la Jocurile Olimpice de vară din 2016. A fost ales în echipele Portugaliei pentru Campionatul Mondial de Fotbal 2018, Finala UEFA Nations League 2019 și UEFA Euro 2020, câștigând competiția din 2019 pe teren propriu în timp ce a făcut parte din echipa turneului.

## Statistici carieră

### Club
La 25 mai 2025.
| Club              | Sezon         | Campionat      | Campionat | Campionat | Cupa    | Cupa   | Cupa Ligii | Cupa Ligii | Europa  | Europa | Altele  | Altele | Total   | Total  |
| Club              | Sezon         | Divizie        | Meciuri   | Goluri    | Meciuri | Goluri | Meciuri    | Goluri     | Meciuri | Goluri | Meciuri | Goluri | Meciuri | Goluri |
| ----------------- | ------------- | -------------- | --------- | --------- | ------- | ------ | ---------- | ---------- | ------- | ------ | ------- | ------ | ------- | ------ |
| Novara            | 2012–13       | Serie B        | 21        | 4         | 0       | 0      | —          | —          | —       | —      | 2       | 0      | 23      | 4      |
| Udinese           | 2013–14       | Serie A        | 24        | 4         | 4       | 0      | —          | —          | 0       | 0      | —       | —      | 28      | 4      |
| Udinese           | 2014–15       | Serie A        | 31        | 3         | 3       | 1      | —          | —          | —       | —      | —       | —      | 34      | 4      |
| Udinese           | 2015–16       | Serie A        | 31        | 3         | 2       | 0      | —          | —          | —       | —      | —       | —      | 33      | 3      |
| Udinese           | Total         | Total          | 86        | 10        | 9       | 1      | —          | —          | 0       | 0      | —       | —      | 95      | 11     |
| Sampdoria         | 2016–17       | Serie A        | 33        | 5         | 2       | 0      | —          | —          | —       | —      | —       | —      | 35      | 5      |
| Sporting CP       | 2017–18       | Primeira Liga  | 33        | 11        | 5       | 1      | 4          | 0          | 14      | 4      | —       | —      | 56      | 16     |
| Sporting CP       | 2018–19       | Primeira Liga  | 33        | 20        | 7       | 7      | 5          | 3          | 8       | 3      | —       | —      | 53      | 33     |
| Sporting CP       | 2019–20       | Primeira Liga  | 17        | 8         | 1       | 0      | 4          | 2          | 5       | 5      | 1       | 0      | 28      | 15     |
| Sporting CP       | Total         | Total          | 83        | 39        | 13      | 8      | 13         | 5          | 27      | 12     | 1       | 0      | 137     | 64     |
| Manchester United | 2019–20       | Premier League | 14        | 8         | 3       | 1      | —          | —          | 5       | 3      | —       | —      | 22      | 12     |
| Manchester United | 2020–21       | Premier League | 37        | 18        | 3       | 1      | 3          | 0          | 15      | 9      | —       | —      | 58      | 28     |
| Manchester United | 2021–22       | Premier League | 36        | 10        | 2       | 0      | 1          | 0          | 7       | 0      | —       | —      | 46      | 10     |
| Manchester United | 2022–23       | Premier League | 37        | 8         | 6       | 3      | 5          | 2          | 11      | 1      | —       | —      | 59      | 14     |
| Manchester United | 2023–24       | Premier League | 35        | 10        | 6       | 3      | 1          | 0          | 6       | 2      | —       | —      | 48      | 15     |
| Manchester United | 2024–25       | Premier League | 36        | 8         | 3       | 2      | 3          | 2          | 14      | 7      | 1       | 0      | 57      | 19     |
| Manchester United | Total         | Total          | 195       | 62        | 23      | 10     | 13         | 4          | 58      | 22     | 1       | 0      | 290     | 98     |
| Total carieră     | Total carieră | Total carieră  | 418       | 120       | 47      | 19     | 26         | 9          | 85      | 34     | 4       | 0      | 580     | 182    |

1. ↑  Include Coppa Italia, Taça de Portugal, FA Cup
2. ↑  Include Taça da Liga, EFL Cup
3. ↑  Apariții în play-off-urile de promovare din Serie B 2012–13
4. ↑  Opt apariții și un gol în Liga Campionilor UEFA, șase apariții și trei goluri în UEFA Europa League
5. 1 2 3 4 5  Apariții în UEFA Europa League
6. ↑  Apariție în Supertaça Cândido de Oliveira
7. ↑  Șase apariții și patru goluri în Liga Campionilor UEFA, nouă apariții și cinci goluri în UEFA Europa League
8. 1 2  Apariții în Liga Campionilor UEFA
9. ↑  Apariție în FA Community Shield

## Palmares
Sporting CP
- Taça de Portugal: 2018–19[14]
- Taça da Liga: 2017–18, 2018–19[15]

Manchester United
- FA Cup: 2023–24;[16] vice-campion: 2022–23[17]
- EFL Cup: 2022–23[18]
- Vice-campion UEFA Europa League: 2020–21[19]

Portugalia
- Liga Națiunilor UEFA: 2018–19[20]